# Allegra Byron
Clara Allegra Byron (Bath, Inglaterra; 12 de enero de 1817–Bagnacavallo, Rávena; 20 de abril de 1822) era la hija ilegítima del poeta George Gordon (Lord Byron) y Claire Clairmont.
Su madre la llamó en un principio Alba, por su significado "amanecer", o "blanco (simbolizando pureza)". Al principio vivía con su madre, la hermanastra de su madre la escritora Mary Shelley, y el marido de esta Percy Bysshe Shelley. Cuando tenía quince meses fue enviada con su padre Lord Byron, que le cambió el nombre a Allegra. Byron la colocó con familias adoptivas y más tarde en un convento católico, donde murió a los cinco años de tifus o malaria.

## Primeros años
Allegra fue fruto de la efímera y turbulenta relación entre el poeta romántico y su madre adolescente, quien vivía en reducidas circunstancias en la casa de su hermanastra y su esposo. Clairmont escribió a Byron durante el embarazo suplicándole que le escribiera y prometiera cuidarla a ella y su bebé; aun así, Byron la ignoró. Después de nacer, fue inicialmente llevada a casa de Leigh Hunt como la supuesta hija huérfana de un primo. Unos meses más tarde los Shelley y Clairmont se la llevaron como niña "adoptada". Clairmont se encargó así de su hija y escribió en su diario con delicia sobre su conexión cercana, física, con el bebé, pero también sobre las presiones emocionales y financieras de los Shelley, que tenían dificultades para mantenerlas. Los Shelley eran cariñosos con la pequeña, pero Mary Shelley temía que los vecinos creyeran que Percy Bysshe Shelley era el padre debido a los rumores sobre su relación con Clairmont. William Godwin, el padre de Mary y padrastro de Clairmont, lo sospechó de inmediato en cuanto supo del nacimiento de Allegra. En octubre de 1817 en una carta a Percy Bysshe Shelley, Mary Shelley remarcó que a su hijo pequeño William le desagradaba Allegra, pero era cariñoso con su hermanita Clara. Veía en la reacción de su hijo hacia Allegra, que no era su pariente consanguínea, "un argumento a favor de quienes abogan por el afecto natural instintivo". Además, los Shelley estaban constantemente con deudas y Mary Shelley quería que la criatura fuera enviada a Byron y que su difícil y temperamental hermanastra, que mantenía una relación demasiado estrecha con su marido, abandonara su casa.

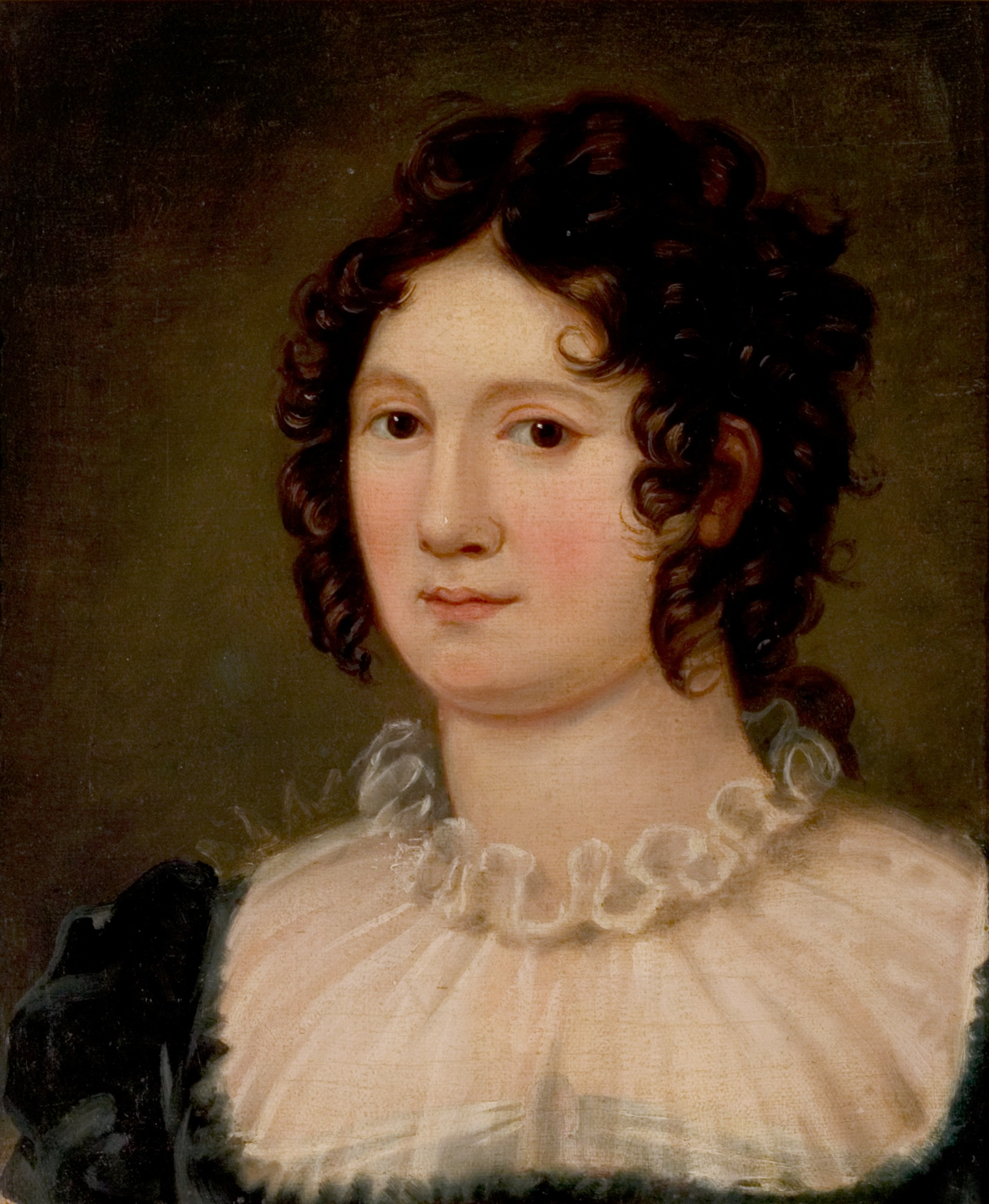
Claire Clairmont

Después del nacimiento de la niña, Mary Shelley escribió a Byron "de la simetría exquisita" y belleza de "un ser a quien nosotros... llamamos Alba, o Amanecer" y preguntó a Byron sobre sus planes al respecto. Más tarde, Shelley reconoció que la presencia del bebé se estaba convirtiendo en algo embarazoso. Byron preguntó a su medio hermana Augusta Leigh si podía enviar a Allegra a su casa, pero Leigh se negó. Hostil a Clairmont e inicialmente escéptico de ser en verdad el padre de la criatura, Byron aceptó tomar la custodia de Allegra bajo la condición de que no mantendría contacto con la madre. Shelley le advirtió a Clairmont que esto podía no ser, después de todo, un buen plan para Allegra, pero Clairmont esperaba que su hija tuviese una situación financiera más cómoda y la posibilidad de una vida mejor con su padre. "Te he enviado a mi hija porque la amo demasiado como para quedármela", escribió a Byron.
Byron pidió que fuera cambiado el nombre Alba, el cual recordaba demasiado a "Albé", el apodo que Clairmont daba a Byron, a Allegra, un nombre italiano que significa "alegre, enérgica" y relacionado con el término musical "allegro". Durante el viaje para entregarla a Byron, Clairmont escribió en su diario que había bañado a "su hija" en Dover, como si temiera mencionar el nombre de la niña. Había sido bautizada con el nombre Clara Allegra antes de la entrega. Byron cambia la ortografía de su apellido al mencionar a Allegra como "Biron" en vez de "Byron" como si quisiera distinguirla de su hija legítima, Augusta Ada Byron. Byron se ofreció a pagarle a Shelley los gastos generados por Allegra durante sus primeros meses de vida, pero Shelley lo rechazó ofendido y dijo que el coste había sido una bagatela.

## Parecidos con Byron

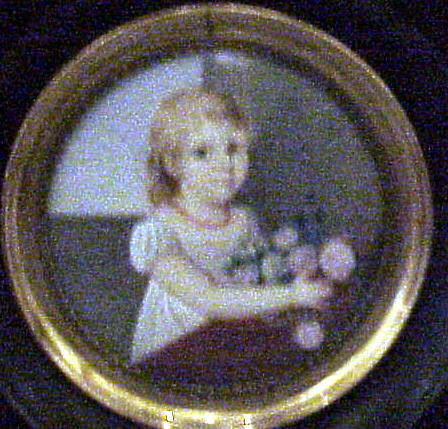
Clara Allegra Byron, miniatura con su retrato.

Mary Shelley la había llamado "el pequeño comodoro" debido a su cuerpo robusto y mirada alerta e inteligente. A Byron le complacieron los parecidos de Allegra con él en aspecto y temperamento. Cuando tenía dieciocho meses, escribió en una carta a un amigo: "Mi bastarda vino hace tres días—muy —sana—ruidosa y caprichosa". En una carta de 1818 a su medio hermana Augusta Leigh, Byron escribió que "es muy bonita—extraordinariamente inteligente... Tiene ojos muy azules—esa frente singular—cabello rubio rizado—y un diablo de espíritu—pero es el de papá". En 1819, en otra carta a Leigh, Byron describió a Allegra de dos años y medio como "muy graciosa" y de nuevo comenta su parecido con él en el aspecto físico, temperamento e intereses: "tiene un trato muy bueno de Byron. No puede articular la letra 'r' en absoluto—arruga la frente y hace pucheros a nuestro paso—ojos azules—cabello claro cada vez más oscuro—y un hoyuelo en la barbilla—ceño fruncido—piel blanca—voz dulce—y un particular gusto por la música—y pone su propia manera en cada cosa—¿No es B. en todo esto?". La niña había olvidado cualquier inglés que hubiera aprendido y ahora solo hablaba italiano veneciano. En marzo de 1820, reniega en una carta que Allegra de tres años era vanidosa y "obstinada como una mula". Su comportamiento era a veces inmanejable, probablemente debido a su inestabilidad residencial y cambios frecuentes de cuidadores. A los cuatro años, la niña traviesa era el terror de los criados de Byron con sus rabietas y mal comportamiento y decía mentiras con frecuencia.
A medida que crecía, Allegra también demostró talento para la interpretación y el canto. La amante de Byron Teresa, condesa Guiccioli, a quien Allegra llamaba "mammina", remarcó el talento de Allegra para imitar a los criados y cantar canciones populares. Byron sentía que su talento para imitar, otra cualidad compartida con él, podría divertir a otras personas a corto plazo pero a veces sería causa de problemas.

## Educación en el convento
Percy Shelley, quién visitó a la pequeña Allegra mientras se encontraba con una familia escogida por Byron, objetó sobre los arreglos en la vida de la niña, aunque inicialmente había aprobado el plan de Clairmont de entregarla a su padre. Durante el verano de 1819, Allegra se quedó con cuatro familias diferentes y fue abandonada por su niñera. Byron la envió a quedarse durante largos períodos con su amigo, el cónsul británico Richard Belgrave Hoppner, pero a la esposa de Hoppner no le gustó Allegra y la envió con otras tres familias en otros tantos meses. Aunque en principio le había prometido a Clairmont alguna visita a su hija, Byron se negó a ello después. Shelley intentó a menudo persuadir a Byron para que dejase a Clairmont ver a su hija y el matrimonio pensó en qué maneras había de recuperar la custodia. Clairmont se alarmó al recibir informes en 1820 de que su hija había padecido algún tipo de fiebre palúdica y que Byron la había trasladado a la cálida Rávena en pleno verano. Clairmont le escribió diciendo que Allegra debía ser llevada a un clima más sano para sobrevivir y abogaba por que Byron enviara a su hija a Bagni di Lucca, una ciudad de montaña con un clima fresco. Aun así, Byron no quería dejar a Allegra regresar a casa de los Shelley, donde estaba seguro de que se enfermaría por llevar una dieta vegetariana y sería educada en el ateísmo. Señaló que todos los niños de los Shelley habían muerto: los tres primeros hijos de los Shelley, en efecto, murieron muy jóvenes. Byron creía los rumores de que un cuarto niño, Elena Adelaide Shelley, era hija de Clairmont con Shelley y por tanto hermana materna de Allegra. Elena murió en una casa adoptiva en 1820 a los diecisiete meses.
Shelley escribió a su esposa Mary que Allegra miraba pálida y tranquila cuando la vio en 1818. Cuando la vio otra vez en 1821 en el convento capuchino en Bagnacavallo, con cuatro años, de nuevo le pareció pálida y delicada y se enfureció por la educación católica que recibía, aunque inicialmente había dicho a Byron que aprobaba que la enviara a un convento. "(Además) ángeles y Paraíso...  Tiene una lista prodigiosa de santos—y siempre está hablando del Bambino [nombre popular en Italia para nombrar al Niño Jesús]... La idea de mantener a una criatura tan dulce en medio de tal basura hasta los dieciséis!", escribe. Aun así, aunque Shelley pensaba que estaba más seria y contemplativa que como la recordaba, dijo que no había perdido su "vivacidad excesiva". Después de cinco meses en la escuela del convento, su comportamiento también mejoró; obedecía a las monjas fácilmente y era bien disciplinada, aunque Shelley no creía que las monjas fueran demasiado severas con ella. La niña preguntó a Shelley si podría "decir a su madre que quería un beso y un vestido dorado y si podría suplicar a su papá y su mammina que la visitaran". Allegra ya no tenía ninguna memoria real de Clairmont, pero había crecido con la imagen de "su Mammina", la amante de Byron Teresa, condesa Guiccioli, que la había cuidado amorosamente, le regaló juguetes y jugó con ella durante varias semanas mientras se recuperaba de una enfermedad padecida.
Clairmont se opuso a que Byron enviara a Allegra a un convento, y poco después le escribió una carta furiosa, recriminándole que hubiese roto su promesa de que su hija nunca sería apartada de uno de sus padres. Consideraba que las condiciones físicas en los conventos eran poco saludables y la educación brindada era pobre y responsable del "estado de ignorancia y libertinaje de las mujeres italianas, todas alumnas de conventos. Son malas esposas y la mayoría madres antinaturales, licenciosas e ignorantes son la infelicidad y el deshonor de la sociedad... Este paso te procurará innumerables enemigos y culpas". En marzo de 1822, ideó un plan para secuestrar a su hija del convento y le pidió a Percy Shelley que falsificara una carta de permiso de Byron. Shelley se negó.

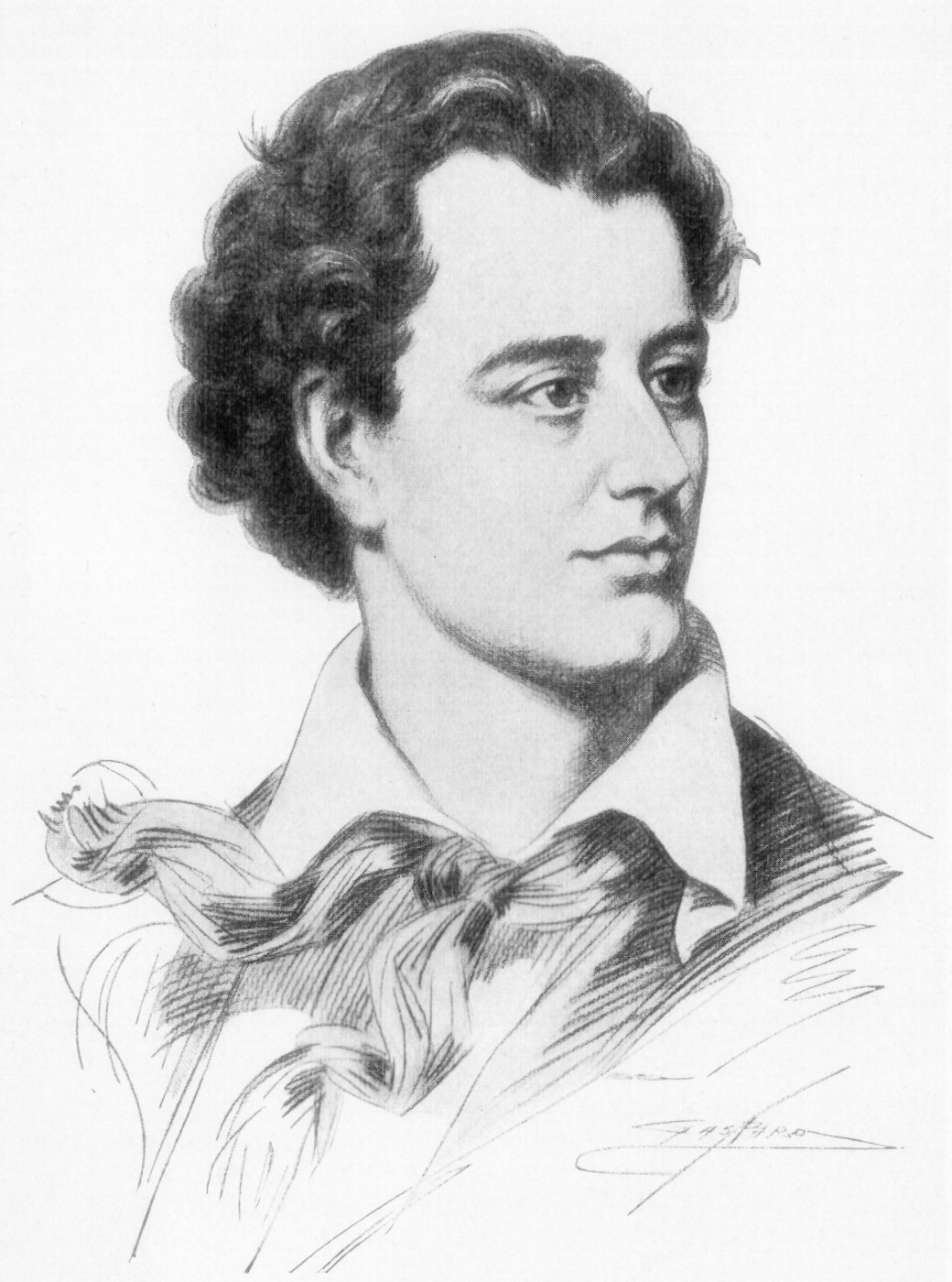
Lord Byron, el poeta anglo-escocés cuya obra y vida fue el mayor exponente del Romanticismo

Byron había arreglado que Allegra fuera educada en el convento precisamente porque él, a diferencia de su examante Clairmont, pensaba favorablemente sobre las maneras y actitudes de las mujeres italianas que habían recibido educación conventual. Desaprobaba lo que él llamaba "moral relajada" de Clairmont y su comportamiento "Bedlam" (un manicomio famoso) y no quería que influyera sobre Allegra. También creía que su hija, dada su ilegitimidad, tendría mejor posibilidad de casarse bien en Italia que en Inglaterra. Una chica católica con una dote adecuada, criada en un convento, tendría una posibilidad decente de casarse entre la alta sociedad italiana. Quería que la niña fuera católica, la cual veía como la "mejor religión". "Si Claire cree que alguna vez interferirá con la moral o la educación de la niña, se equivoca; nunca lo hará", escribió Byron en una carta a Richard Belgrave Hoppner en septiembre de 1820. "La chica será una cristiana y una mujer casada, si es posible". Su madre podría ver a Allegra, añadió, sólo con las "restricciones apropiadas". Byron escribió a Hoppner en marzo de 1821 que Allegra recibiría un cuidado mejor en el convento que con él. Su amante, Teresa, condesa Guiccioli, había tenido una experiencia feliz en el internado del convento donde se había educado desde los cinco hasta los quince años, y había persuadido a Byron de que una escuela de convento sería el mejor lugar para Allegra. También veía el retiro monacal como más seguro para ella debido a la revolución en el Reino de las Dos Sicilias.
Allegra era muy apreciada por las monjas del convento, quienes la llamaban "Allegrina", y fue visitada una vez por los parientes de Teresa. Probablemente con la considerable ayuda de las monjas, Allegra con cuatro años escribió a su padre una carta en italiano desde el convento, datada el 21 de septiembre de 1821, pidiéndole que la visitara:

"Mi querido Papá. Como es justo, me gustaría tanto tener una visita de mi papá, tengo muchos deseos de satisfacerle. ¿No vendrás a complacer a vuestra Allegrina que tanto te ama?"

 La abadesa del convento incluyó una nota propia invitando a Byron a venir a ver a Allegra antes de que dejara Pisa, asegurándole "cuánto le amaba". Por detrás de la carta, Byron escribió: "sinceramente suficiente, pero no muy halagador– porque quiere verme porque 'es justo' conseguir algún pan de jengibre paterno– supongo". Byron nunca respondió a la carta de Allegra ni visitó a la niña durante los trece meses que pasó en el convento.

## Muerte
Allegra desarrolló una fiebre alta el 13 de abril de 1822; las monjas llamaron a un doctor, quien determinó que Allegra estaba sufriendo "pequeñas fiebres lentas". Su padre fue informado; Byron no la visitó, pero aprobó el uso de cualquier intervención médica que se considerara necesaria. Fue considerada fuera de peligro el 15 de abril, pero murió el día 20, atendida por tres doctores y todas las monjas del convento, de lo que algunos biógrafos han identificado como tifus.
Byron envió su cuerpo a Inglaterra y escribió una inscripción para su lápida que decía: "En memoria de Allegra, hija de G.G., Lord Byron, quien murió en Bagna Cavallo en Italia, 20 de abril de 1822, a los cinco años y tres meses,-' Iré con ella, pero ella no volverá conmigo.'-2 Samuel, xii, 23".
Después de su muerte, Byron se sentía culpable por su negligencia con la niña; le dijo a Marguerite, condesa de Blessington, unos cuantos meses después: "dejé al objeto de afecto que fuese arrebatado por la muerte, y cómo se venga todo el dolor que se le haya infligido! La misma imaginación que nos dirigió a desatender o pasar por alto sus sufrimientos, ahora que son para siempre perdidos, aumenta sus cualidades estimables... ¡Cómo me sentí cuando mi hija, Allegra, murió! Mientras vivió, su existencia nunca pareció necesaria a mi felicidad; pero apenas la perdí, me pareció que no podría vivir sin ella". Clairmont acusó a Byron de asesinar a Allegra y reclamó al poeta que le enviara un retrato de la niña, un rizo de su cabello, y encargarse ella de los arreglos del funeral. Aun así, Clairmont no pudo aguantar ver el ataúd de Allegra o preparar un servicio funerario para su hija. Durante el resto de su vida, culpó a Byron de la muerte de Allegra.
Escandalizado por la ilegitimidad de la niña, el rector de la iglesia parroquial de St. Mary en Harrow (Middlesex, Inglaterra), rechazó colocar una lápida sobre la tumba de Allegra y sólo permitió enterrarla en la entrada de la iglesia sin un marcador. En 1980, la Byron Society colocó una placa conmemorativa para Allegra en Harrow, inscrita con las palabras de una carta que Byron le escribió a Shelley después del fallecimiento: "supongo que el tiempo hará su trabajo habitual... – La muerte ha hecho el suyo".
El recuerdo de Allegra persiguió a Percy Shelley también; antes de su propia muerte ahogado en un naufragio en julio de 1822, Shelley tuvo una visión de la niña muerta en que emergía desnuda del mar, riendo, aplaudiendo, y haciéndole señas. Inmortalizó a la pequeña como el hijo de Maddalo en su poema de 1819 Julian and Maddalo: A Conversation:

Un juguete más encantador que la naturaleza nunca hizo:
un ser serio, sutil, salvaje pero gentil
agraciado sin diseño e imprevisto.
Con los ojos, ¡no hables de sus ojos! que parecen
espejos gemelos del cielo italiano, sin embargo brillan
con un significado profundo como nunca vemos
en el semblante humano.

En la siguiente estrofa la imagina ya crecida: "una maravilla de esta tierra... como una de las mujeres de Shakespeare".